# 2015年のインド
2015年のインド （2015ねんのインド）では、2015年のインドに関する出来事について記述する。

## できごと

### 4月
- 4月25日 - ネパール地震。地震の被害はネパールだけでなく中華人民共和国やバングラデシュなどの周辺諸国にも及び、インドでも死者78人、負傷者288人を出した（4月29日時点）。

### 9月
- 9月12日 - ペトラワド爆発事故（英語版）。マディヤ・プラデーシュ州ペトラワドで爆発事故が発生し、死者105人、負傷者多数の被害が生じた。